# Run-length limited encoding
Run-length limited encoding（RLL符号化）は、主にハードディスクでのデータ記録に用いられている方式である。IBMにより開発され、1980年代後期からパーソナルコンピュータ用ハードディスクにも用いられ始めた。MFM変調より高い記録密度を実現できる。
通常、データやクロックビットである「1」の間に出現する「0」の最小個数と最大個数を添えて、(1,7) RLL、(2,7) RLL等と表記する。なお、MFM変調は(1,3) RLLと言いかえることも可能である。